# Jacques Dormont
Pour les articles homonymes, voir Dormont.
Jacques Dormont est un artiste peintre, un poète et un écrivain belge né à Dour le 5 février 1914 et mort à Berchem-Sainte-Agathe le 13 octobre 2005.

## Biographie
Jacques Dormont devient sourd à la suite de l'épidémie de grippe espagnole de 1918. 
Après l'école primaire, il étude le dessin et le modelage à l'école de Berchem-Sainte-Agathe. À l'âge de 15 ans, il entre à l’Académie royale des Beaux-Arts de Mons où il suit les cours de dessin et de peinture avec Louis Buisseret et Alfred Duriau, et le cours de peinture murale avec Léon Navez. Il y obtient quatre prix d'excellence en dessin, peinture, gravure et décoration.
De 1946 jusqu'à sa retraite, il enseigne le dessin et l'art graphique à l'Institut pour sourds de Berchem-Ste-Agathe.  Son nom figure parmi les 50 artistes de Belgique dans le livre de Jacques Collard (1986).  Il est notamment l'auteur de Joël, préfacé par Franz Hellens. Certaines de ses œuvres ont été achetées par l'État belge, la Province de Hainaut, la Province du Brabant et la commune de Dour.